# Нептун-Біч (Флорида)
Нептун-Біч (англ. Neptune Beach) — місто (англ. city) в США, в окрузі Дювал штату Флорида. Населення — 7217 осіб (2020).

## Географія
Нептун-Біч розташований за координатами 30°18′55″ пн. ш. 81°23′36″ зх. д. / 30.31528° пн. ш. 81.39333° зх. д. (30.315140, -81.393417).  За даними Бюро перепису населення США в 2010 році місто мало площу 17,74 км², з яких 6,04 км² — суходіл та 11,70 км² — водойми.

## Демографія
Згідно з переписом 2010 року, у місті мешкало 7037 осіб у 3192 домогосподарствах у складі 1771 родини. Густота населення становила 397 осіб/км².  Було 3493 помешкання (197/км²).
Расовий склад населення:
| - 94,6 % — білих - 1,2 % — чорних або афроамериканців - 1,0 % — азіатів - 0,4 % — корінних американців |

До двох чи більше рас належало 2,1 %. Частка іспаномовних становила 4,0 % від усіх жителів.
За віковим діапазоном населення розподілялося таким чином: 16,7 % — особи молодші 18 років, 70,5 % — особи у віці 18—64 років, 12,8 % — особи у віці 65 років та старші. Медіана віку мешканця становила 40,8 року. На 100 осіб жіночої статі у місті припадало 103,9 чоловіків;  на 100 жінок у віці від 18 років та старших — 103,0 чоловіків також старших 18 років.
Середній дохід на одне домашнє господарство  становив 118 356 доларів США (медіана — 71 919), а середній дохід на одну сім'ю — 165 490 доларів (медіана — 101 326). Медіана доходів становила 61 563 долари для чоловіків та 47 310 доларів для жінок. За межею бідності перебувало 9,9 % осіб, у тому числі 9,5 % дітей у віці до 18 років та 1,9 % осіб у віці 65 років та старших.
Цивільне працевлаштоване населення становило 3669 осіб. Основні галузі зайнятості: освіта, охорона здоров'я та соціальна допомога — 27,3 %, науковці, спеціалісти, менеджери — 15,3 %, мистецтво, розваги та відпочинок — 10,0 %, роздрібна торгівля — 9,9 %.